# Amelia Darcy
Amelia Darcy, também conhecida como Amelia Osborne (12 de outubro de 1754 — 26 de janeiro de 1784) foi uma nobre britânica. Ela herdou os títulos de jure de 12.° baronesa Darcy de Knayth, 9.° baronesa Conyers e 5.° condessa de Mértola de seu pai. Além disso, foi marquesa de Carmarthen pelo seu primeiro casamento com Francis Osborne, 5.° Duque de Leeds. Seu segundo marido foi John Byron, que mais tarde tornou-se pai de Lord Byron.

## Família
Amelia era a única filha e terceira criança nascida de Robert Darcy, 4.° Conde de Holderness e de Mary Doublet. Seus avós paternos eram Robert Darcy, 3.° Conde de Holderness e Frederica Susanna Schomberg, 3.ª Condessa de Mértola Seus avós maternos eram Francis Doublet e Constantia Van-der-Beck.
Ela teve dois irmãos mais velhos: George, senhor Darcy e Conyers e Thomas, senhor Darcy e Conyers. Ambos morreram antes da idade adulta.

## Biografia
Em 29 de novembro de 1773, em Londres, aos 19 anos, ela casou-se com Francis Goldophin Osborne, de 22 ou 23 anos de idade, filho de Thomas Osborne, 4.° Duque de Leeds e de Mary Goldophin, neta de Sarah Churchill, Duquesa de Marlborough, famosa por sua amizade com a rainha Ana da Grã-Bretanha.
Em 16 de maio de 1778, com a morte de seu pai, ela sucedeu aos títulos de baronesa Darcy de Knayth, baronesa Conyers e condessa de Mértola, um título português.
Amelia e Francis tiveram três filhos. Eles se divorciaram em maio de 1779, após quase seis anos de casamento. Possivelmente a marquesa esteve envolvida em um caso amoroso com o capitão do exército, John Byron, que a visitava em sua casa, em Grosvenor Square, durante a ausência de Francis.
Um mês depois, em 1 de junho de 1779, a baronesa casou-se com Byron. Ele era filho de John Byron, vice-almirante da Marinha Real Britânica e de Sophia Trevanion.
Amelia morreu jovem, aos 29 anos de idade, em 26 de janeiro de 1784.
Os seus títulos foram herdados pelo seu filho mais velho, George.

## Descendência
De seu primeiro casamento:
- George William Frederick Osborne, 6.° Duque de Leeds (21 de julho de 1775 - 10 de julho de 1838), sucessor do pai. Foi marido de Charlotte Townshend, com quem teve três filhos;
- Mary Henrietta Juliana Osborne (7 de setembro de 1776 - 21 de outubro de 1862), condessa de Chichester pelo seu casamento com Thomas Pelham, 2.° Conde de Chichester, com quem teve seis filhos;
- Francis Goldophin Osborne, 1.° Barão Goldophin (18 de outubro de 1777 - 15 de fevereiro de 1850), marido de Elizabeth Charlotte Eden, com quem teve cinco filhos.

De seu segundo casamento:
- Augusta Leigh (26 de janeiro de 1783 - 12 de outubro de 1851), foi esposa do tenente-coronel George Leigh, com quem teve sete filhos.